# Hermann Michel (Fußballspieler)
Hermann Michel (* 2. Dezember 1935; † 18. September 2015 in Mettingen) war ein deutscher Fußballspieler und -trainer sowie Sportlehrer, der in den Jahren 1961 bis 1963 für die deutsche Fußballnationalmannschaft der Amateure zehn Länderspiele bestritt.

## Laufbahn

### Spieler, bis 1969
Hermann Michel spielte bei der Ibbenbürener Spvg im Tecklenburger Land. In der Runde 1960/61 gelang der Aufstieg in die Verbandsliga Westfalen. Sein Debüt in der Amateurnationalmannschaft gab er am 1. Juni 1961 in Oberhausen beim Länderspiel gegen Holland. Beim 5:3-Erfolg bildete er zusammen mit Anton Regh das deutsche Verteidigerpaar. Am Ende der ersten Runde Verbandsliga – Ibbenbüren belegte in der Gruppe 1 den 11. Platz – wurde der Verteidiger zu zwei weiteren Länderspielen in die DFB-Mannschaft berufen. Am 7. April und 31. Mai 1962 bildete er zusammen mit Bernd Patzke die Verteidigung bei den Länderspielen gegen Italien und Frankreich. Der DFB trug in den Jahren 1961 und 1962 nur drei Amateurländerspiele aus, Michel verteidigte dabei jeweils im Dress der deutschen Amateurmannschaft.
Mit der Verbandsauswahl von Westfalen gewann der Mann vom SV Ibbenbüren im Jahre 1962 in Siegen den Länderpokal der Amateure durch einen 1:0-Sieg gegen den Mittelrhein. Als beinharter Verteidiger erwarb er sich den Beinamen Hermann, der Teutone.
DFB-Trainer Helmut Schön machte Michel im Jahre 1963, beim Aufbau einer neuen Amateurnationalmannschaft, zu seinem Spielführer. Im Mai waren die DFB-Amateure in England beim Jubiläumsturnier (100 Jahre) der englischen Football Association. Dort spielten sich als Verteidiger Michel und Walter Liebich sowie die Läuferreihe mit Walter Birkhold, Wilhelm Zott und Horst Kunzmann ein. Im September 1963 fanden die zwei deutsch-deutschen Ausscheidungsspiele zu den Qualifikationsspielen der Olympischen Sommerspiele 1964 in Tokio statt. Die Fußballnationalmannschaft der DDR gewann am 15. September in Karl-Marx-Stadt das Hinspiel mit 3:0 Toren und konnte so die 1:2-Niederlage acht Tage später in Hannover verschmerzen. Im Oktober 1963 nahmen die DFB-Amateure am „Vorolympischen Turnier“ in Tokio teil – sie gewannen das Turnier –, Michel absolvierte am 16. Oktober beim 1:1-Remis gegen Japan A sein zehntes und letztes Länderspiel. Seine Nachfolge als rechter Verteidiger trat in den nächsten Jahren Erhard Ahmann an.
Bis zur Runde 1966/67 spielte Hermann Michel mit dem SV Ibbenbüren in der Verbandsliga Westfalen und wechselte dann als Spieler-Trainer in das Emsland zum SV Meppen.

### Trainer beim SV Meppen, 1967 bis 1974
Als Spieler-Trainer führte der Ex-Amateurnationalspieler 1967/68 die Mannschaft vom Hindenburgstadion in Meppen auf Anhieb zur Meisterschaft in Niedersachsen. In der Aufstiegsrunde zur Regionalliga Nord belegte Michel mit seiner Mannschaft aber hinter TuS Celle und dem SV Friedrichsort den dritten Rang und konnte erst zwei Jahre später, in der Runde 1969/70, den Aufstieg bewerkstelligen. Als Trainer konnte Michel mit dem SV Meppen in der Saison 1970/71 in der Regionalliga Nord nicht die Klasse halten. Umgehend führte er die Emsländer aber in der Aufstiegsrunde 1972 gegen die Konkurrenten Bergedorf 85, Blumenthaler SV und Schleswig 06 in die Regionalliga zurück. In den Runden 1972/73 und 1973/74 belegte er mit dem SV Meppen den 10. und 8. Rang. Für die zweigleisige 2. Fußball-Bundesliga zur Runde 1974/75 war Meppen nicht qualifiziert und musste mit Trainer Michel in das Amateurlager zurück.

### Als Sportlehrer in Meppen
Nachdem Michel an der Sporthochschule Köln eine Ausbildung zum Diplomfußballlehrer absolviert hatte, wurde er Anfang der 1970er Jahre am Gymnasium Marianum in Meppen als Sportlehrer eingestellt, wo er bis 1991 unterrichtete. In dieser Zeit trainierte er nicht nur die Lehrerfußballmannschaft der Schule, sondern war dort auch jahrelang Personalratsvorsitzender.